# Planchonella povilana
Planchonella povilana är en tvåhjärtbladig växtart som beskrevs av Swenson och Jérôme Munzinger. Planchonella povilana ingår i släktet Planchonella och familjen Sapotaceae. Inga underarter finns listade i Catalogue of Life.